# 주수
주수(朱壽, ? ~ 기원전 76년)는 전한 중기의 관료로, 자는 소락(少樂)이며 회양군 사람이다.

## 행적
원봉 5년(기원전 76년), 거록태수에서 정위로 승진하였으나, 시중 형원(邢元)을 옥사시킨 죄로 기시되었다.

## 출전
- 반고, 《한서》 권19하 백관공경표 下

| 전임 하국 | 전한의 정위 기원전 76년 | 후임 이광 |